# Jenin
Jenin (arabisk: جنين; hebraisk: ג'נין) er en by i guvernementet Jenin på Vestbredden. Guvernementet er et vigtigt landbrugsområde.[kilde mangler]
Byen fik selvstyre i 1995 som en af de første på Vestbredden, og er af israelerne blevet beskyldt for at være et center for selvmordsbombere.
| - Gadebilleder fra Jenin o. 2011 |